# S/s Aranda
Le S/s Aranda est un navire océanographique appartenant au Centre finlandais de l'environnement (en finnois : SYKE) d'Helsinki en Finlande.

## Histoire
Le navire est principalement conçu pour la recherche en mer Baltique, mais il est capable d'opérer dans le monde entier. Grâce à son renforcement de la glace, le navire a effectué des voyages en Antarctique et dans l'océan Arctique.
La rénovation du navire a été lancée à l'été 2017, dans le chantier naval Rauma Marine Constructions à Rauma. Pendant celle-ci, le navire a été allongé de sept mètres pour recevoir des installations de recherche et de laboratoire supplémentaires. Le navire a également été équipé d'une transmission d'énergie électrique. Il ne pourra parcourir que de courtes distances avec ses nouvelles batteries, ce qui réduira le bruit causé par le navire à la mer.

## Galerie

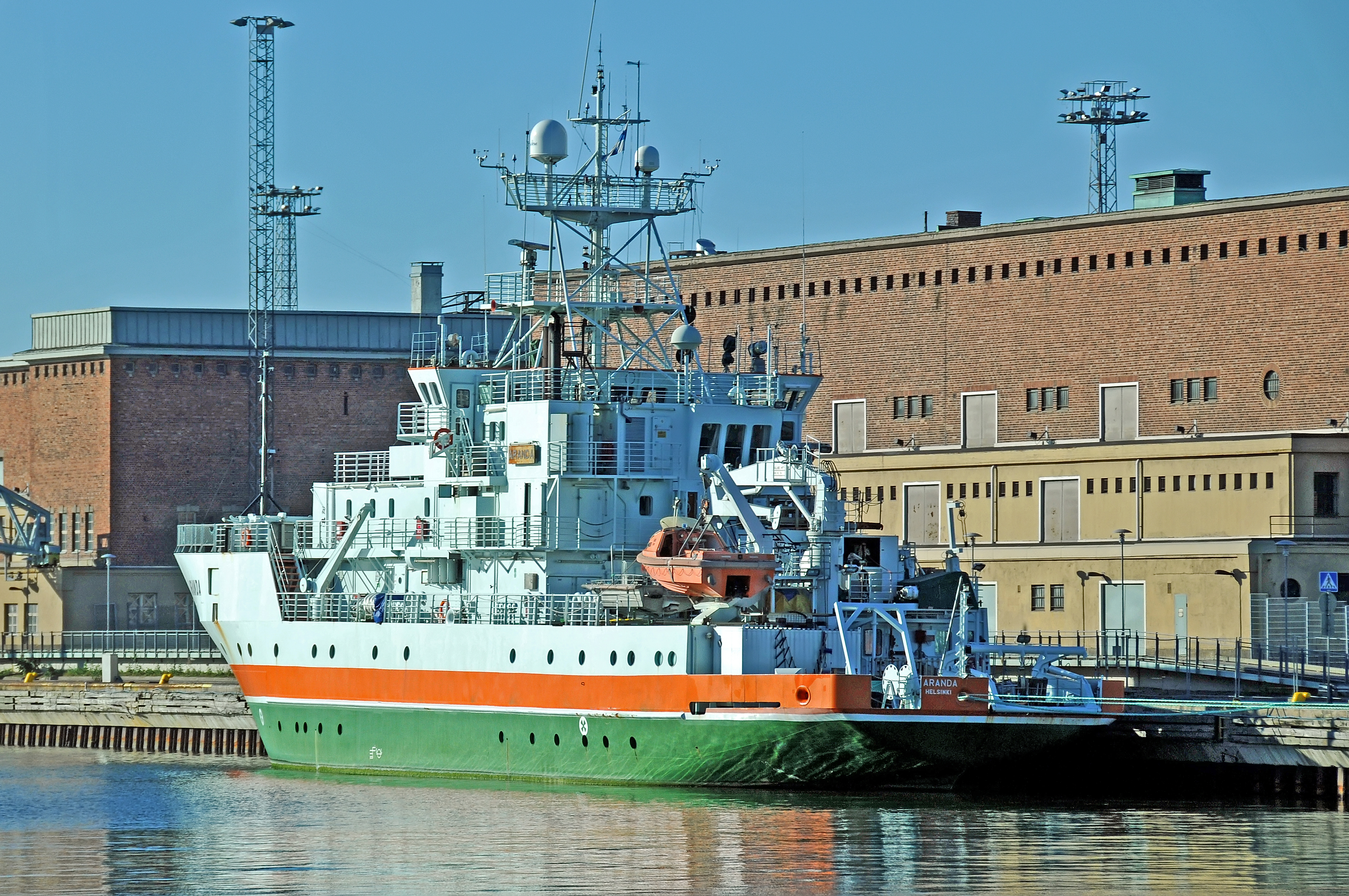
Aranda (en 2009)

### Note et référence
- (en) Cet article est partiellement ou en totalité issu de l’article de Wikipédia en anglais intitulé « Aranda (1989 ship) » (voir la liste des auteurs).